# Lasioglossum tarsatum
Lasioglossum tarsatum là một loài Hymenoptera trong họ Halictidae. Loài này được Schenck mô tả khoa học năm 1870.